# Jim Varney
James Albert Varney Jr. (Lexington, Kentucky, 15 de junio de 1949-White House, Tennessee, 10 de febrero de 2000), más conocido como Jim Varney, fue un actor y cómico estadounidense. Se le conoce sobre todo por su papel cómico de Ernest P. Worrell, originalmente creado por la agencia de publicidad de Nashville Carden & Cherry, en la década de 1980, por el que ganó un premio Daytime Emmy. El personaje fue utilizado en numerosas campañas de comerciales de televisión y películas en los años siguientes, lo que le dio fama mundial.Interpretó además a Jed Clampett en una adaptación cinematográfica de The Beverly Hillbillies (1993) y también versionó una canción para la película titulada Hot Rod Lincoln. Puso voz a Slinky Dog en las dos primeras películas de la franquicia Toy Story (1995-1999). Murió a los 50 años de cáncer de pulmón el 10 de febrero de 2000, dejando dos estrenos póstumos, Daddy and Them y Atlantis: The Lost Empire.

## Biografía
Varney nació en Lexington, Kentucky, el 15 de junio de 1949, hijo de Nancy Louise (de soltrera Howard; 1913-1994), y James Albert Varney Sr. (1910-1985). De niño, mostraba la habilidad de memorizar largos poemas y porciones significativas del material de los libros, que utilizaba para entretener a familiares y amigos. Cuando Varney era niño, su madre le ponía dibujos animados para que los viera. Su madre descubrió que Varney empezaba rápidamente a imitar a los personajes de los dibujos animados, por lo que le inició en el teatro infantil cuando tenía ocho años. Varney comenzó a interesarse por el teatro en su adolescencia, ganando títulos estatales en concursos de teatro mientras estudiaba en Lafayette High School (promoción de 1968) en Lexington.
A los 15 años, interpretó a Ebenezer Scrooge en una producción teatral local; a los 17, ya actuaba profesionalmente en clubes nocturnos y cafés. Varney estudió Shakespeare en el Barter Theatre de Abingdon (Virginia), y actuó en un espectáculo folk del parque temático Opryland, en su primer año de funcionamiento, en la década de 1970. Mencionó a una antigua profesora, Thelma Beeler, como mentora para convertirse en actor. 

## Trayectoria
A los 24 años, Varney trabajaba como actor en el Pioneer Playhouse de Danville (Kentucky). El teatro estaba al lado de un pueblo ambientado en el Viejo Oeste y, antes de la función, el público recorría el pueblo, donde los aprendices interpretaban a los habitantes. Varney y su compañía solían actuar en el teatro al aire libre ante un público de unas pocas docenas de personas. Entretenía a los jóvenes aprendices lanzando cuchillos contra los árboles. Actuó en Blithe Spirit, Boeing 707 y en un musical original, Fire on the Mountain. Una vez amenazó en broma a un aprendiz de pelo largo, John Lino Ponzini, diciéndole que le llevaría a Hazard, Kentucky, donde "tú [Ponzini] no pasarías por Main Street sin que la gente del pueblo te cortara el pelo".
Varney tenía una consolidada carrera como actor antes de su fama como Ernest. En 1976, Varney formó parte del reparto del programa de televisión Johnny Cash and Friends. También interpretó a un invitado recurrente en el falso programa de entrevistas Fernwood 2 Night. De 1977 a 1979, Varney interpretó al marinero "Doom & Gloom" Broom en la versión televisiva de Operation Petticoat. Justo antes de su etapa como Ernest, formó parte del reparto del famoso fracaso televisivo Pink Lady and Jeff. En 1978, Varney interpretó a Milo Skinner en la serie de televisión Alice.

### Anuncios en televisión
El personaje más conocido de Varney es Ernest P. Worrell, que se dirigía a la cámara como si hablara con un amigo, utilizando su eslogan de marca registrada "KnoWhutImean, Vern?" ("¿Sabes a lo que me refiero, Vern?"). En 1980, el primer anuncio en el que aparecía el personaje anunciaba una aparición de las animadoras de los Dallas Cowboys en Beech Bend Park, un parque de atracciones situado cerca de Bowling Green, Kentucky. El personaje se franquició para su uso en mercados de todo el país y las centrales lecheras lo utilizaban a menudo para anunciar productos lácteos. Por ejemplo, el bar de productos lácteos y la cadena de hamburgueserías Braum's emitieron varios anuncios en los que aparecía Ernest; Purity Dairies, con sede en Nashville, Pine State Dairy en Raleigh, Carolina del Norte, y Oakhurst Dairy en Maine emitieron anuncios casi idénticos, pero con el nombre de la lechería cambiado.
Para la misma agencia publicitaria, Varney creó un personaje diferente, el sargento Glory, un instructor militar malhumorado que le ordenaba a las vacas producir mejor leche. En otro comercial, se muestra la casa de Glory decorada con los productos de los patrocinadores, desprovista de cualquier otro tipo de decoración. El personaje también apareció en el anuncio de una cadena de supermercados, Pruitt's Food Town, en el que Glory se asegura que los empleados tengan un buen comportamiento. Se acerca a uno de ellos al final del comercial y con una mirada de amenaza le dice: "No está sonriendo", y el empleado muy nervioso le da una sonrisa forzada. 
Varney también interpretó a Ernest en una serie de anuncios emitidos en la zona de Nueva Orleans (y en todo el Sur del Golfo), como un portavoz de los servicios públicos de gas natural. En uno de ellos, se le ve de rodillas en frente de un escritorio, bajo una lámpara que cuelga del techo, diciendo: "Gas natural, Vern, es caliente, rápido y barato. Caliente, rápido, barato; como tu primera esposa, Vern, ya sabes, ¿la bonita?" Vern entonces arroja la lámpara sobre la cabeza de Ernest, dejándolo inconsciente. Esos mismos anuncios de televisión fueron también presentados en los canales de televisión en la zona de San Luis, Misuri, para la empresa Laclede Gas, a mediados de los años 1980.
Varney también hizo comerciales para concesionarios de automóviles en todo el país, en particular Cerritos Auto Square en Cerritos, California, Tysons Toyota en Tysons Corner, Virginia, y Audubon Chrysler en Henderson, Kentucky. Otras apariciones populares de Ernest fueron para diversas estaciones de televisión de todo el país, incluidos los departamentos de noticias y el clima. 
Varney también interpretó a otro personaje, la tía Nelda, en numerosos comerciales, años antes de que lo volviera a utilizar en las películas Dr. Otto and the Riddle of the Gloom Beam, Ernest Saves Christmas, Ernest Goes to Jail, Ernest Scared Stupid, Ernest Rides Again y Ernest Goes to Africa. Vestido de mujer y aparentando ser una anciana, Varney aparecía en los comerciales utilizando una voz maternal y animando al público a hacer lo correcto (en ese caso, comprar el producto que estaba siendo promovido). Este personaje y el de Ernest aparecieron en comerciales de Misisipi y Luisiana para la empresa Leadco Aluminum Siding. La empresa a menudo compraba espacios de dos horas en las cadenas de televisión locales, en los que transmitían alguna película. Los comerciales que aparecían durante ésta mostraban a Varney (interpretando a alguno de sus personajes) junto a un representante de Leadco para promocionar sus servicios.
Durante la década de 1990, Varney volvió a interpretar su papel de Ernest para Blake's Lotaburger, una cadena de comida rápida de Nuevo México. En estos anuncios, Ernest intentaba entrar a la casa de Vern para ver qué tipo de comida tenía. Después de una larga descripción de la comida que tenía Vern, Ernest se quedaba accidentalmente fuera de la casa, pero continuaba gritando desde el exterior.

### La popularidad de Ernest
El personaje de Ernest P. Worrell resultó tan popular que dio pie a una serie de televisión: Hey Vern, es Ernest! y una serie de películas en los años 1980 y 1990. Con Ernesto va de campamento, película de 1987, Varney fue nominado a la "Peor Nueva Estrella" en los Premios Golden Raspberry (premios Razzie) de 1988 (perdiendo ante David Mendenhall por la película El vencedor). Aun así la película fue un gran éxito, ganando $25 millones de dólares en taquilla. 
Ernest va de campamento recaudó 23,5 millones de dólares en la taquilla estadounidense, con un presupuesto de producción de 3,5 millones de dólares, y se mantuvo entre las cinco películas más taquilleras durante sus tres primeras semanas de estreno. Aunque Varney fue nominado al premio a la peor nueva estrella en los premios Razzie, sólo un año más tarde ganó el premio Emmy a la mejor interpretación en una serie infantil por Hey Vern, It's Ernest. Las siguientes películas de Ernest fueron Ernest Saves Christmas (1988), Ernest Goes to Jail (1990), Ernest Scared Stupid (1991) y Ernest Rides Again (1993). Tras el fracaso económico de Ernest Rides Again, todas las demás películas se estrenaron directamente en vídeo: Ernest va a la escuela (1994), que tuvo un estreno limitado en Ohio y Kentucky, Slam Dunk Ernest (1995), Ernest va a África (1997) y Ernest en el ejército (1998). 
El parque temático Epcot, de Walt Disney World Resort, presentó a Ernest. La atracción Cranium Command de Epcot utilizaba al personaje de Ernest en su preshow como ejemplo de persona "adorable, pero no la más brillante del planeta". Además de su serie de películas homónimas, protagonizó en el papel de Ernest varias películas más pequeñas para John R. Cherry III, como Knowhutimean? Hey Vern, It's My Family Album, Dr. Otto and the Riddle of the Gloom Beam y el largometraje directo a vídeo Your World as I See It, en los que interpretó una gran variedad de personajes y acentos.
The Ernest Film Festival (Greatest Hits Volume 1) se publicó en VHS en 1986. La colección Greatest Hits Volume 2 se publicó en 1992. Mill Creek Entertainment publicó los anuncios clásicos de televisión en DVD el 31 de octubre de 2006. Image Entertainment los reeditó el 5 de junio de 2012 como parte del DVD Ernest's Wacky Adventures: Volumen 1.

### Otros trabajos
De 1983 a 1984, Varney interpretó a Evan Earp, el hermano menor del rompecorazones Chad Everett, en la serie de televisión de comedia y acción The Rousters. Creada por Stephen J. Cannell, la serie trata sobre los descendientes de Wyatt Earp, una familia de cazarrecompensas y gorilas de feria. En el papel de Evan Earp, Varney interpretaba a un "genio" estafador e inventor mecánico, constantemente metido en problemas cómicos, con los que le rodeaban dispuestos a lincharle. Aunque la serie era prometedora, fracasó tras su primera temporada debido a su mala programación (cuatro episodios cada pocos meses) frente a la serie de televisión número uno en horario de máxima audiencia durante los seis años anteriores, The Love Boat.
Varney apareció en el vídeo de Hank Williams Jr. para la canción "All My Rowdy Friends Are Coming Over Tonight", en el que aparece montando a un toro tirado por una cuerda por una joven, y más tarde en una piscina con dos jóvenes.
En 1985, Varney copresentó el especial de Nochevieja de la HBO junto con Johnny Cash y Kris Kristofferson. Varney también actuó como Jed Clampett en la producción de 1993 de The Beverly Hillbillies; interpretó a Rex, un trabajador de feria y asociado del personaje de Dennis Quaid en Wilder Napalm; e interpretó al animador y vigilante propenso a los accidentes ("tipo de seguridad/antorcha humana") Rudy James en la película Snowboard Academy. Más tarde interpretó un pequeño papel en la película de acción de 1995 El experto como un traficante de armas llamado Snake.
Varney también prestó su voz al perro Slinky en Toy Story, de Disney y Pixar, y repitió el papel en Toy Story 2. Luego de su fallecimiento en el año 2000 fue sustituido por su íntimo amigo Blake Clark en Toy Story 3 y Toy Story 4. Varney interpretó a otros muchos personajes, como "Cookie" Farnsworth en la película animada Atlantis: El imperio perdido, estrenada al año siguiente de su muerte (Steven Barr sustituyó a Varney para la secuela, Atlantis: Milo's Return), el personaje del feriante Cooder en el episodio "Bart Carny" de Los Simpson, el personaje Walt Evergreen en el episodio de Duckman "You've Come a Wrong Way, Baby", el príncipe Carlos Charmaine (un pretendiente real con el que sale Jackie) durante algunos episodios de la temporada final de la serie de televisión de los 90 Roseanne, y Lothar Zogg en la película de 1998 3 Ninjas: High Noon at Mega Mountain, también protagonizada por Hulk Hogan y Loni Anderson.

## Vida personal
Varney estuvo casado dos veces, en primera instancia con Jacqueline Drew (1977-1983) y después con Jane Varney (1988-1991). Ambos matrimonios acabaron en divorcio, aunque mantuvo la amistad con su ex mujer Jane hasta su muerte; ella se convirtió en la portavoz de Varney y le acompañó en el estreno de la película Toy Story 2 en 1999. De ninguna de las dos uniones nacieron hijos. 
El 6 de diciembre de 2013, Justin Lloyd, sobrino de Varney, publicó una exhaustiva biografía sobre su tío titulada The Importance of Being Ernest: The Life of Actor Jim Varney (Stuff that Vern doesn't even know). Ese mismo año, el director Cherry publicó una biografía de Varney titulada Keeper of the Clown.
A partir de 2022, el director David Pagano y Daniel Butler, miembro del reparto de Ernest Goes to Camp, tienen previsto estrenar un documental sobre Varney titulado The Importance of Being Ernest (La importancia de ser Ernest).
Varney era un consumado intérprete del Mountain dulcimer y tocó el instrumento en el último episodio de The Chevy Chase Show.

## Fallecimiento
Varney era un fumador empedernido Durante el rodaje de Treehouse Hostage, en agosto de 1998,desarrolló una tos persistente. Al principio, pensó que se trataba de un resfriado causado por el frío del lugar de rodaje; sin embargo, a medida que empeoraba, Varney empezó a notar sangre en su pañuelo y a sangrar por la nariz. Una vez finalizado el rodaje, acudió al médico, que le detectó un tumor en el pulmón y le diagnosticó cáncer de pulmón.
Aunque su estado empeoró lentamente, Varney tiró sus cigarrillos y dejó de fumar para seguir actuando. Finalmente regresó a Tennessee, donde se sometió a quimioterapia. Tras convivir con la enfermedad durante casi dos años, Varney falleció el 10 de febrero de 2000 en su casa de White House, Tennessee, una ciudad al norte de Nashville, a la edad de 50 años, cuatro meses antes de cumplir los 51. Fue enterrado en el cementerio de Lexington, Kentucky.